# Australasian Championships 1915 - Doppio maschile
Il doppio maschile dell'Australasian Championships del 1915 si tenne ad Brisbane, in Australia.
I campioni in carica erano Ashley Campbell e Gerald Patterson. La finale è stata vinta da Horace Rice e Clarence Todd contro Gordon Lowe e Bert St John per 8–6, 6–4, 7–9, 6–3.

## Tabellone

### Legenda
| - Q = Qualificato - WC = Wild card - LL = Lucky loser | - ALT = Alternate - SE = Special Exempt - PR = Protected Ranking | - w/o = Walkover - r = Ritirato - d = Squalificato |

### Fase finale
|  | Finale                    |                           |                           |   |   |   |   |  |
|  |                           |                           |                           |   |   |   |   |  |
|  | Horace Rice Clarence Todd | Horace Rice Clarence Todd | Horace Rice Clarence Todd | 8 | 6 | 7 | 6 |  |
|  | Gordon Lowe Bert St John  | Gordon Lowe Bert St John  | Gordon Lowe Bert St John  | 6 | 4 | 9 | 3 |  |